# Oleg Luzhniy
Oleg Románovich Luzhniy (Leópolis, Unión Soviética, 5 de agosto de 1968) es un exfutbolista ucraniano que jugaba de defensa y actualmente ejerce como entrenador. También es conocido por su nombre romanizado como Oleg Luzhny.

## Selección nacional
Fue internacional en 60 ocasiones, 8 con la selección de la Unión Soviética y 52 con Ucrania.

## Clubes

### Jugador
| Club                          | País            | Año       |
| ----------------------------- | --------------- | --------- |
| F. C. Torpedo Lutsk           | Unión Soviética | 1985-1988 |
| F. C. Karpaty Lviv            | Unión Soviética | 1988      |
| F. C. Dinamo Kiev             | Ucrania         | 1989-1999 |
| Arsenal F. C.                 | Inglaterra      | 1999-2003 |
| Wolverhampton Wanderers F. C. | Inglaterra      | 2003-2004 |
| F. K. Venta                   | Letonia         | 2005      |

### Entrenador
| Club                     | País    | Año       |
| ------------------------ | ------- | --------- |
| S. C. Tavriya Simferopol | Ucrania | 2012-2013 |

## Palmarés
FC Dinamo Kiev
- Primera División de la URSS: 1989-90
- Copa de la Unión Soviética: 1990
- Liga Premier de Ucrania: 1992-93, 1993-94, 1994-95, 1995-96, 1996-97, 1997-98, 1998-99
- Copa de Ucrania: 1993, 1996, 1998, 1999

Arsenal FC
- FA Premier League: 2001-02
- FA Cup: 2002, 2003
- FA Community Shield: 1999, 2002